# Eustrophopsis confinis
Eustrophopsis confinis es una especie de coleóptero de la familia Tetratomidae.

## Distribución geográfica
Habita en Canadá y Estados Unidos.